# Sarabande et allegro de Grovlez
Sarabande et allegro est une œuvre pour hautbois et piano de Gabriel Grovlez, très jouée par les hautboïstes encore en études, et éditée en 1929 par les éditions Costallat à Paris. Elle a été composée comme morceau de concours pour la classe de hautbois du conservatoire de Paris. La pièce a été transcripte pour clarinette en 1955 par le clarinettiste Ulysse Delécluse et également pour saxophone en 1962. 
Sarabande et allegro possède des réminiscences néo-classiques. « La texture est dominée par une homophonie à dominante mélodique, des cadences parfaites sont fréquemment entendues et des modulations aux tonalités apparentées se produisent. La sarabande en do mineur de Grovlez est dans une triple mesure constante, superbement contrastée par l'Allegro rapide, composé dans la relative majeure. Toutes ces caractéristiques font que le spectacle est agréable et plaisant. »
La partition est désormais éditée par la maison Alphonse Leduc.